# Одарка (кратер)
Одарка (лат. Odarka) — метеоритний кратер на Венері. Знаходиться на рівнині Велламо поряд із грядами Нефели; координати центру — 40°48′ пн. ш. 138°12′ сх. д. / 40.8° пн. ш. 138.2° сх. д. Має подвійну западину шириною 8,5×6,8 км і глибиною біля 600 м. Оточений невеликим радарно-яскравим та більшим радарно-темним ореолами викидів; діаметр останнього — близько 100 км.
Як і інші дрібні венеріанські кратери, Одарку було названо не на честь конкретної людини, а просто жіночим ім'ям. Цю назву було затверджено Міжнародним астрономічним союзом у 1997 році.
Найкращі станом на 2014 рік зображення Одарки — радарні знімки, зроблені космічним апаратом «Магеллан». Він відзняв область кратера (крім західної частини) під двома різними кутами, що дозволяє за рахунок стереоефекту отримати інформацію про його рельєф — зокрема, визначити глибину.
Одарка є подвійним кратером: вона має дві сполучені западини, оточені спільним валом. Вона добре збереглася — її не торкнулися тектонічні та вулканічні процеси. Це дозволило надійно встановити її метеоритне походження. Навколо Одарки добре видно радарно-яскраві викиди, оточені ореолом (гало) темних викидів. Її темне гало (на відміну від гало деяких інших кратерів Венери) має округлу, а не параболічну форму. Судячи з розподілу викидів та форми западин, астероїд, що створив цей кратер, летів на захід-південь-захід.